# Сараєвська фондова біржа
Сараєвська фондова біржа (серб. Sarajevska berza) — фондова біржа в Сараєво, Боснія і Герцеговина. Була заснована у вересні 2001 року.

## Діяльність
З моменту початку торгівлі цінними паперами в 2002 році капіталізація ринку цінних паперів виросла в 20 разів і досягла до кінця 2005 року 3,3 млрд євро.